# Pseudodiazona claviformis
Pseudodiazona claviformis is een zakpijpensoort uit de familie van de Diazonidae. De wetenschappelijke naam van de soort is, als Protopolyclinum claviforme, voor het eerst geldig gepubliceerd in 1963 door Kott.